# Прапор Магдалинівки
Пра́пор Магдали́нівки — офіційний символ смт Магдалинівка, затверджений 27 липня 2007 року рішенням № 245-14/у сесії Магдалинівської селищної ради.
У центрі квадратного білого полотнища герб селища.

## Джерело
- Українська геральдика. heraldry.com.ua. Архів оригіналу за 22 вересня 2020. Процитовано 19 грудня 2023.